# 아즈마 시로
아즈마 시로(일본어: 東 史郎, 1912년 4월 27일 ~ 2006년 1월 3일)는 과거 일본제국 육군 제16사단 20연대의 병사로, 난징 대학살 당시에 수많은 민간인을 학살한 인물이다.
아즈마는 후에 일본제국 육군이 난징을 점령한 지 수 주일 만에 30만 명의 중국 군인과 시민을 무참히 학살한 내용을 일기로 써놓았다가 50년 만인 1987년에 《아즈마 시로 일기》라는 책으로 학살의 진상을 입증해냈다.
하지만, 이 책을 둘러싸고 옛 전우로부터 명예 훼손으로 고소당했으며, 소송이 진행되는 동안 난징대학살희생자기념관과 일본 아즈마 시로 지원 단체는 일본 육군의 범죄 행위를 증명하는 많은 증거 자료를 제공하였다. 그럼에도 불구하고, 일본 최고 재판소에서 아즈마에 대한 패소를 확정하면서, 일본 최고 재판소에서는 그가 폭로한 학살의 진상을 부정하였다.
아즈마는 난징대학살 50주년 기념일인 1987년 12월 13일, 처음으로 난징을 방문하여 희생자 기념관 앞에서 무릎을 꿇고 눈물을 흘리며 과거의 범죄 행위에 대해 사과하였고, 생애 마지막 난징 방문이 된 2004년 4월의 방문에서도 진심으로 잘못을 뉘우치는 모습을 보여 중국인들에게 큰 인상을 남겼다.
아즈마는 2006년 1월, 교토의 한 병원에서 대장암으로 사망하였다.

## 같이 보기
- 난징 대학살
- 일본이 저지른 전쟁 범죄